# Linda Godwin
Linda Maxine Godwin (ur. 2 lipca 1952 w Cape Girardeau w stanie Missouri) – amerykańska naukowiec i astronautka.

## Życiorys
W 1970 ukończyła szkołę w Jackson, a w 1974 studia matematyczne i fizyczne w Southeast Missouri State University, w 1980 uzyskała doktorat z fizyki na University of Missouri, na którym następnie pracowała. Od 1980 pracowała w NASA m.in. jako kontrolerka lotów i oficer ładunku. 4 czerwca 1985 została wybrana kandydatką na astronautkę i zakwalifikowała się jako astronautka w lipcu 1986. Po przejściu szkolenia na specjalistkę misji, od 5 do 11 kwietnia 1991 uczestniczyła w misji STS-37, trwającej 5 dni, 23 godziny i 32 minuty. Na orbicie umieszczono satelitę  GRO (Gamma Ray Observatory) (teleskop kosmiczny Comptona). Od 9 do 20 kwietnia 1994 była specjalistką misji STS-59 z radarem SRL-1 (Space Radar Laboratory), trwającej 11 dni, 5 godzin i 49 minut. Wykonano mapy dziesiątki milionów kilometrów kwadratowych powierzchni Ziemi. Od 22 do 31 marca 1996 brała udział w misji STS-76 na stację kosmiczną Mir, trwającej 9 dni, 5 godzin i 16 minut. Wykonała wówczas dwa spacery kosmiczne trwające łącznie ponad 10 godzin. Od 5 do 17 grudnia 2001 uczestniczyła w misji STS-108 do Międzynarodowej Stacji Kosmicznej.
Łącznie spędziła w kosmosie 38 dni, 6 godzin i 12 minut. Otrzymała kilka medali NASA. W sierpniu 2010 opuściła NASA.